# Draba thylacocarpa
Draba thylacocarpa är en korsblommig växtart som först beskrevs av Nábelek, och fick sitt nu gällande namn av Ian Charleson Hedge. Draba thylacocarpa ingår i släktet drabor, och familjen korsblommiga växter. Inga underarter finns listade i Catalogue of Life.